# Ratașism
Ratașismul sau Reunionismul este un curent politic iredentist belgian care susține reunirea Valoniei, eventual însoțită de regiunea Bruxelles, cu Franța. Susținătorii săi, numiți ratașiști sau reunioniști, au prezentat mai multe argumente, mai ales faptul că valonii și francezii vorbesc aceeași limbă, împărtășesc aceeași cultură, aderă la aceleași valori și au în comun aceeași mentalitate și aceleași moravuri. În plus, ei evidențiază avantajele economice, diplomatice și militare de care ar beneficia o Valonie franceză. În ceea ce privește situația de la Bruxelles, ar putea fi acordat un statut special pentru a se ține cont de prezența instituțiilor europene.

## Etimologie
Cuvântul „rattachisme” provine din franceza belgiană, apărând pentru prima oară în 1830. Susținătorii reunirii Valoniei cu Franța preferă însă termenul „réunionisme” deoarece teritoriul Valoniei a fost deja o dată integrat în Franța în timpul istoriei sale, în special între 1795 și 1815. Potrivit acestora, o reunire a Valoniei cu Franța ar corespunde unei reunificari franceze, după punctul lor de vedere iredentist.

## Obiective

Harta Franței metropolitane cu Valonia și Bruxelles integrate ca regiuni franceze complete.

Reunionismul dorește o reintegrare a Valoniei (eventual însoțită de capitala sa, Bruxelles) cu Franța, oferind, dacă este necesar, un anumit statut special care să fie discutat. Având în vedere acest lucru, ar putea lua loc fie o integrare a Valoniei ca regiune franceză de sine stătătoare (la fel ca Normandia, Provence, Occitanie etc.), fie o integrare cu prevederi speciale ca pentru Alsacia-Moselle sau ca fostul caz al teritoriilor franceze de peste mări înainte de 2003. Pentru comparație, dimensiunea populației și produsul intern brut al Valoniei sunt comparabile (puțin mai mari) cu cele din Normandia. În plus, Valonia franceză ar avea un număr de departamente echivalent (5) cu cel din Normandia și Pays de la Loire.
Ca regiune nouă a Franței, Valonia ar fi astfel parte integrantă a Republicii, ar păstra Namur drept capitală regională și ar fi formată din 5 departamente, corespunzând celor 5 provincii valone. Pentru susținătorii săi, o astfel de unificare ar permite populației valone să-și păstreze nivelul de trai în cazul unei scindări în Belgia, să protejeze limba franceză și valona (regiunile franceze au abilitatea de a-și promova limbile regionale, ceva ce sistemul belgian nu permite) și să asigure Valoniei protecția unei mari puteri internaționale din punct de vedere diplomatic și militar.
Franța ar beneficia de o nouă regiune, extinzându-și teritoriul și populația și și-ar consolida economia, precum și produsul intern brut. Ar putea beneficia în special de infrastructurile hidraulice, aeroportuare, rutiere, universitare și de cercetare științifică din Valonia. În plus, la nivel european, aceasta ar avea avantajul de a reechilibra cuplul franco-german și de a apropia Franța de Țările de Jos. În cele din urmă, o astfel de reunificare a Franței ar îmbunătăți imaginea Franței și prestigiul acesteia pe scena internațională.